# Wereldkampioenschappen schaatsen sprint 2010
De wereldkampioenschappen schaatsen sprint 2010 werden op 16 en 17 januari 2010 verreden in de Meiji Hokkaido-Tokachi Oval van Obihiro in Japan.
Titelhouders waren de Wereldkampioenen van 2009 in Moskou (Rusland), Shani Davis bij de mannen en Wang Beixing bij de vrouwen. Beide verdedigden hun titel niet, net als vele andere sprinttoppers meden ze het kampioenschap in voorbereiding op de Olympische Spelen.
De Zuid-Koreaan Lee Kyou-hyuk veroverde, na 2007 en 2008, voor de derde keer de wereldtitel bij de mannen. Zijn landgenoot Lee Kang-seok vergezelde hem op het erepodium op plaats twee. De Japanner Keiichiro Nagashima nam voor de tweede keer plaats op het podium, in 2009 werd hij tweede, nu derde.
De wereldtitel bij de vrouwen ging eveneens naar Zuid-Korea. Lee Sang-hwa veroverde deze titel, het was de eerste podium plaats voor een Zuid-Koreaanse vrouw bij de WK sprint. De Japanse Sayuri Yoshii op plaats twee stond ook voor het eerst op het WK sprint podium. De Duitse Jenny Wolf op plaats drie nam voor de derde keer op het podium plaats, in 2009 werd ze tweede en in 2008 wereldkampioene.
| Programma                                                               | Programma                                                               |
| ----------------------------------------------------------------------- | ----------------------------------------------------------------------- |
| zaterdag 23 januari                                                     | zondag 24 januari                                                       |
| 500 meter vrouwen 500 meter mannen 1000 meter vrouwen 1000 meter mannen | 500 meter vrouwen 500 meter mannen 1000 meter vrouwen 1000 meter mannen |

## Startplaatsen
Op het WK van 2009 in Moskou werd het onderstaande aantal startplaatsen verdiend.
|         | 4                                    | 3                                                                                        | 2                                                                |
| ------- | ------------------------------------ | ---------------------------------------------------------------------------------------- | ---------------------------------------------------------------- |
| Mannen  | Canada                               | Duitsland, Finland, Japan, Nederland, Noorwegen, Rusland, Verenigde Staten en Zuid-Korea | Argentinië, China, Groot-Brittannië, Kazachstan, Polen en Zweden |
| Vrouwen | China, Duitsland, Japan en Nederland | Rusland, Verenigde Staten en Zuid-Korea                                                  | Canada, Noorwegen, Oekraïne en Zweden                            |

## Mannen

### Afstandmedailles
| Discipline | Goud                | Zilver          | Brons               |
| ---------- | ------------------- | --------------- | ------------------- |
| 500m       | Keiichiro Nagashima | Lee Kang-seok   | Lee Kyou-hyuk       |
| 1000m      | Lee Kyou-hyuk       | Beorn Nijenhuis | Samuel Schwarz      |
| 500m       | Lee Kang-seok       | Lee Kyou-hyuk   | Keiichiro Nagashima |
| 1000m      | Lee Kyou-hyuk       | Lars Elgersma   | Ronald Mulder       |

### Eindklassement
| #      | Schaatser                 | 500m         | 1000m        | 500m        | 1000m        | Punten  |
| ------ | ------------------------- | ------------ | ------------ | ----------- | ------------ | ------- |
| Goud   | Lee Kyou-hyuk             | 35,22 (3)    | 1.09,44 (1)  | 35,17 (2)   | 1.09,60 (1)  | 139,910 |
| Zilver | Lee Kang-seok             | 35,15 (2)    | 1.10,85 (8)  | 35,11 (1)   | 1.10,39 (4)  | 140,880 |
| Brons  | Keiichiro Nagashima       | 35,01 (1)    | 1.10,99 (9)  | 35,19 (3)   | 1.10,73 (8)  | 141,060 |
| 4      | Ronald Mulder             | 35,24 (4)    | 1.10,48 (5)  | 35,55 (6)   | 1.10,36 (3)  | 141,210 |
| 5      | Dmitri Lobkov             | 35,50 (7)    | 1.10,23 (4)  | 35,56 (8)   | 1.10,57 (6)  | 141,460 |
| 6      | Mika Poutala              | 35,26 (5)    | 1.11,04 (11) | 35,32 (4)   | 1.10,84 (10) | 141,520 |
| 7      | Beorn Nijenhuis           | 35,66 (10)   | 1.09,73 (2)  | 35,74 (13)  | 1.10,56 (5)  | 141,545 |
| 8      | Lars Elgersma             | 35,75 (14)   | 1.10,81 (7)  | 35,70 (12)  | 1.09,73 (2)  | 141,720 |
| 9      | Tadashi Obara             | 35,44 (6)    | 1.11,46 (14) | 35,57 (9)   | 1.10,64 (7)  | 142,060 |
| 10     | Ryohei Haga               | 35,68 (12)   | 1.11,01 (10) | 35,61 (10)  | 1.12,13 (21) | 142,860 |
| 11     | Maciej Ustynowicz         | 35,71 (13)   | 1.11,95 (19) | 35,68 (11)  | 1.11,06 (11) | 142,895 |
| 12     | Aleksei Jesin             | 35,97 (20)   | 1.11,04 (11) | 36,11 (20)  | 1.10,82 (9)  | 143,010 |
| 13     | Nico Ihle                 | 35,66 (10)   | 1.11,47 (15) | 35,88 (16)  | 1.11,51 (15) | 143,030 |
| 14     | Joey Lindsey              | 35,79 (16)   | 1.11,59 (16) | 35,82 (15)  | 1.11,61 (16) | 143,210 |
| 15     | Zhang Zhongqi             | 35,52 (8)    | 1.12,40 (25) | 35,55 (6)   | 1.12,06 (20) | 143,300 |
| 16     | Samuel Schwarz            | 35,75 (14)   | 1.10, 20 (3) | 35,78 (14)  | 1.13,74 (24) | 143,500 |
| 17     | Tyler Derraugh            | 36,050 (21)  | 1.11,63 (17) | 36,17 (24S) | 1.11,39 (13) | 143,730 |
| 18     | Dag-Erik Kleven           | 35,840 (17)  | 1.12,51 (27) | 36,17 (24)  | 1.11,44 (14) | 143,985 |
| 19     | Ermanno Ioriatti          | 35,96 (19)   | 1.11,97 (20) | 36,14 (23)  | 1.11,82 (17) | 143,995 |
| 20     | Christoffer Fagerli Rukke | 36,290 (28)  | 1.10,62 (6)  | 37,03 (33)  | 1.11,14 (12) | 144,200 |
| 21     | Parker Vance              | 35,62 (9)    | 1.13,15 (32) | 35,90 (17)  | 1.12,57 (22) | 144,380 |
| 22     | Yu Fengtong               | 36,07 (22)   | 1.12,95 (30) | 35,41 (5)   | 1.12,87 (23) | 144,395 |
| 23     | Jörg Dallmann             | 36,69 (33)   | 1.12,06 (21) | 36,77 (31)  | 1.12,01 (18) | 145,495 |
| 24     | Denis Koezin              | 37,03 (34)   | 1.11,44 (13) | 36,88 (32)  | 1.12,03 (19) | 145,645 |
| NC25   | Aleksandr Lebedev         | 36,10 (24)   | 1.11,83 (18) | 36,12 (21)  |              | 108,135 |
| NC26   | Roman Krech               | 36,13 (26)   | 1.12,10 (22) | 36,04 (19)  |              | 108,220 |
| NC27   | Vincent Labrie            | 36,10 (24)   | 1.13,32 (34) | 36,12 (21)  |              | 108,880 |
| NC28   | Tuomas Nieminen           | 36,48 (31)   | 1.12,41 (26) | 36,22 (26)  |              | 108,905 |
| NC29   | James-Clay Cholewinski    | 36,42 (30)   | 1.12,30 (24) | 36,57 (30)  |              | 109,140 |
| NC30   | Maciej Biega              | 36,39 (29)   | 1.13,05 (31) | 36,42 (28)  |              | 109,335 |
| NC31   | Espen Aarnes Hvammen      | 36,55 (32)   | 1.12,72 (29) | 36,53 (29)  |              | 109,440 |
| NC32   | Pascal Briand             | 37,50 (37)   | 1.12,59 (28) | 37,34 (34)  |              | 111,135 |
| NC33   | Daniel Greig              | 37,160 (36)  | 1.13,66 (35) | 37,57 (35)  |              | 111,560 |
| NC34   | Marius Paraschivoiu       | 37,140 (35)  | 1.14,59 (36) | 37,59 (36)  |              | 112,025 |
| NC35   | José Ignacio Fazio        | 37,72 (38)   | 1.15,33 (37) | 37,97 (37)  |              | 113,355 |
| NC36   | Matthew McLean            | 1.11,21 (39) | 1.12,13 (23) | 36,01 (18)  |              | 143,285 |
| -      | Pekka Koskela             | 36,15 (27)   | 1.13,19 (33) | tzt         |              |         |
| -      | Mun Joon                  | 35,86 (18)   | 1.17,50 (38) | dns         |              |         |
| -      | William Dutton            | 36,08 (23)   | diskw.       | 36,29 (27)  |              |         |

 tzt = trok zich terug, dns = niet gestart, diskw. = gediskwalificeerd 

## Vrouwen

### Afstandmedailles
| Discipline | Goud          | Zilver               | Brons         |
| ---------- | ------------- | -------------------- | ------------- |
| 500m       | Lee Sang-hwa  | Jenny Wolf           | Sayuri Yoshii |
| 1000m      | Sayuri Yoshii | Monique Angermüller  | Nao Kodaira   |
| 500m       | Jenny Wolf    | Lee Sang-hwa         | Zhang Shuang  |
| 1000m      | Sayuri Yoshii | Jekaterina Malysjeva | Nao Kodaira   |

### Eindklassement
| #      | Schaatsster                  | 500m        | 1000m        | 500m       | 1000m        | Punten  |
| ------ | ---------------------------- | ----------- | ------------ | ---------- | ------------ | ------- |
| Goud   | Lee Sang-hwa                 | 38,19 (1)   | 1.17,78 (4)  | 38,37 (2)  | 1.18,26 (6)  | 154,580 |
| Zilver | Sayuri Yoshii                | 38,74 (3)   | 1.17,26 (1)  | 38,92 (6)  | 1.17,08 (1)  | 154,830 |
| Brons  | Jenny Wolf                   | 38,31 (2)   | 1.18,32 (8)  | 38,24 (1)  | 1.18,80 (13) | 155,110 |
| 4      | Nao Kodaira                  | 38,75 (4)   | 1.17,64 (3)  | 39,11 (8)  | 1.17,99 (3)  | 155,675 |
| 5      | Jekaterina Malysjeva         | 39,02 (7)   | 1.18,31 (7)  | 39,49 (15) | 1.17,50 (2)  | 156,415 |
| 6      | Yu Jing                      | 38,84 (5)   | 1.18,67 (13) | 39,18 (10) | 1.18,38 (8)  | 156,545 |
| 6      | Jin Peiyu                    | 39,15 (10)  | 1.18,37 (9)  | 38,94 (7)  | 1.18,54 (9)  | 156,545 |
| 8      | Olga Fatkoelina              | 39,20 (11)  | 1.18,40 (10) | 39,15 (9)  | 1.18,20 (4)  | 156,650 |
| 9      | Tomomi Okazaki               | 38,99 (6)   | 1.19,31 (18) | 38,88 (5)  | 1.18,82 (14) | 156,935 |
| 10     | Shihomi Shinya               | 39,02 (7)   | 1.18,47 (11) | 39,31 (11) | 1.19,02 (15) | 157,075 |
| 11     | Joelia Nemaja                | 39,08 (9)   | 1.19,90 (24) | 38,79 (4)  | 1.18,55 (10) | 157,095 |
| 12     | Zhang Shuang                 | 39,54 (17)  | 1.19,08 (16) | 38,68 (3)  | 1.19,37 (18) | 157,445 |
| 13     | Sophie Nijman                | 39,64 (18)  | 1.18,11 (6)  | 39,66 (16) | 1.18,36 (7)  | 157,535 |
| 14     | Sanne van der Star           | 39,43 (14)  | 1.18,65 (12) | 39,68 (17) | 1.18,71 (12) | 157,790 |
| 15     | Lotte van Beek               | 39,80 (22)  | 1.17,83 (5)  | 39,98 (21) | 1.18,24 (5)  | 157,815 |
| 16     | Ren Hui                      | 39,33 (13)  | 1.19,07 (15) | 39,32 (12) | 1.19,42 (19) | 157,895 |
| 17     | Chiara Simionato             | 39,710 (20) | 1.19,31 (18) | 39,85 (19) | 1.18,55 (10) | 158,490 |
| 18     | Lee Bo-ra                    | 39,46 (15)  | 1.19,81 (22) | 39,35 (13) | 1.19,93 (22) | 158,680 |
| 19     | Tamara Oudenaarden           | 39,21 (12)  | 1.19,42 (20) | 40,23 (24) | 1.19,60 (20) | 158,950 |
| 20     | Sophie Muir                  | 39,78 (21)  | 1.19,81 (22) | 39,74 (18) | 1.19,27 (17) | 159,060 |
| 21     | Ingeborg Kroon               | 39,99 (24)  | 1.18,89 (14) | 40,20 (23) | 1.19,17 (16) | 159,220 |
| 22     | Heike Hartmann               | 39,80 (22)  | 1.19,18 (17) | 40,01 (22) | 1.19,84 (21) | 159,320 |
| 23     | Anastasia Bucsis             | 39,53 (16)  | 1.20,19 (25) | 39,97 (20) | 1.19,95 (23) | 159,570 |
| 24     | Daniela Dumitru              | 41,18 (25)  | 1.21,73 (26) | 41,12 (25) | 1.22,56 (24) | 164,445 |
| NC25   | Jennifer Alexa Caicedo Mejía | 41,53 (26)  | 1.24,17 (28) | 41,88 (26) |              | 125,495 |
| NC26   | Olena Miagkikh               | 42,49 (27)  | 1.23,85 (27) | 42,01 (27) |              | 126,425 |
| -      | Monique Angermüller          | diskw.      | 1.17,59 (2)  | 39,46 (14) |              |         |
| -      | Judith Hesse                 | 39,65 (19)  | 1.19,66 (21) | dns        |              |         |

 dns = niet gestart, diskw. = gediskwalificeerd 